# Социальное убийство
Социальное убийство (нем. sozialer Mord) — термин, введённый Фридрихом Энгельсом в его работе 1845 года «Положение рабочего класса в Англии», где «класс, которому принадлежит в данное время политическое и социальное господство» (буржуазия) «ставит пролетариев в такое положение, что они неизбежно обречены на преждевременную, неестественную смерть, на смерть насильственную в такой же мере, как смерть от меча или пули».
Eсли общество лишает тысячи своих членов необходимых условий жизни, ставит их в условия, в которых они жить не могут; если оно сильной рукой закона удерживает их в этих условиях, пока не наступит смерть, как неизбежное следствие; если оно знает, что тысячи должны пасть жертвой таких условий, и всё же этих условий не устраняет, — это тоже убийство, в такой же мере как убийство, совершённое отдельным лицом. И я попытаюсь доказать, что английское общество ежедневно и ежечасно совершает нечто, с полным правом называемое на страницах английской рабочей печати социальным убийством; что английское общество поставило рабочих в положение, в котором они не могут ни сохранить здоровье, ни долго просуществовать; что оно, таким образом, неуклонно, постепенно подтачивает организм рабочих и преждевременно сводит их в могилу.
Хотя первоначально этот термин был написан в отношении английского города Манчестер в викторианскую эпоху, он продолжал использоваться левыми политиками, такими как Джон Макдоннелл, в XXI веке для описания консервативной экономической политики. В 2007 году канадские экономисты Роберт Черномас и Иэн Хадсон из Университета Манитобы использовали этот термин для обозначения консервативной экономики в своей книге «Социальное убийство: и другие недостатки консервативной экономики».
То, что происходит, — это не невнимательность. Это не некомпетентность. Это не ошибка. Это убийство. Это убийство, потому что оно преднамеренное. Это убийство, потому что правящий класс сделал сознательный выбор погубить жизнь, а не спасти ее. Это убийство, потому что прибыль, несмотря на жесткую статистику, растущие нарушения климата и научное моделирование, считается более важной, чем человеческая жизнь и выживание человека.